# Convergència Socialista de Catalunya
Convergència Socialista de Catalunya (CSC) fou una organització política creada el 1974 per l'ala esquerra del Moviment Socialista de Catalunya, encapçalada per Joan Reventós i Carner, el Moviment per l'Autogestió i el Socialisme, Reconstrucció Socialista de Catalunya i antics militants provinents de Forces Socialistes Federals, del Front Obrer de Catalunya i d'altres grups i persones independents de l'Assemblea de Catalunya. Entre els seus militants hi va haver Enric Truñó i Lagares.
Va formar part de l'Assemblea de Catalunya, del Consell de Forces Polítiques de Catalunya i de la Federació de Partits Socialistes. Participà amb la Convergència Socialista del País Valencià i el Partit Socialista de les Illes en la Coordinadora Socialista dels Països Catalans, però els seus esforços exteriors se centraren en la Federación de Partidos Socialistas, que els vinculava a partits similars del País Basc i d'Espanya.
Va ser un partit d'ideari socialista marxista, nacionalista, democràtic i autogestionari, esdevingué l'eix del procés d'unió de tots els socialistes de Catalunya. Assolí parcialment aquest objectiu després del conegut com a "Míting de la Llibertat", al Palau Blaugrana de Barcelona, el 22 de juny de 1976. L'1 de novembre següent contribuí a la creació del Partit Socialista de Catalunya-Congrés.